# Haplolejeunea sticta
Haplolejeunea sticta là một loài Rêu trong họ Lejeuneaceae. Loài này được Grolle mô tả khoa học đầu tiên năm 1975.